# Maid of Orleans (The Waltz Joan of Arc)
Maid of Orleans (The Waltz Joan of Arc) is een nummer van de Britse band Orchestral Manoeuvres in the Dark uit 1982. Het is de derde single van hun derde studioalbum Architecture & Morality.
Om verwarring met hun vorige single Joan of Arc te voorkomen, besloot OMD het nummer Maid of Orleans (The Waltz Joan of Arc) te noemen. Beide nummers gaan over de Franse heldin Jeanne d'Arc. Maid of Orleans werd in veel landen een grote hit. In het Verenigd Koninkrijk haalde het de 4e positie. In de Nederlandse Top 40, Nationale Hitparade en de Vlaamse Radio 2 Top 30 werd het een nummer 1-hit.

## Videoclip
Voor de videoclip zijn de buitenopnames gemaakt in Brimham Rocks and Fountains Abbey in de buurt van Aldfield, North Yorkshire in december 1981 tijdens de besneeuwde winter en de binnenopnames in The Manor Studio. De video werd geregisseerd door Steve Barron en kenmerkte Julia Tobin, een actrice van de Royal Shakespeare Company als Joan of Arc.

## Hitnoteringen

### Nederlandse Top 40
| Hitnotering: 20-02-1982 t/m 01-05-1982 | Hitnotering: 20-02-1982 t/m 01-05-1982 | Hitnotering: 20-02-1982 t/m 01-05-1982 | Hitnotering: 20-02-1982 t/m 01-05-1982 | Hitnotering: 20-02-1982 t/m 01-05-1982 | Hitnotering: 20-02-1982 t/m 01-05-1982 | Hitnotering: 20-02-1982 t/m 01-05-1982 | Hitnotering: 20-02-1982 t/m 01-05-1982 | Hitnotering: 20-02-1982 t/m 01-05-1982 | Hitnotering: 20-02-1982 t/m 01-05-1982 | Hitnotering: 20-02-1982 t/m 01-05-1982 | Hitnotering: 20-02-1982 t/m 01-05-1982 | Hitnotering: 20-02-1982 t/m 01-05-1982 |
| Week                                   | 1                                      | 2                                      | 3                                      | 4                                      | 5                                      | 6                                      | 7                                      | 8                                      | 9                                      | 10                                     | 11                                     |                                        |
| -------------------------------------- | -------------------------------------- | -------------------------------------- | -------------------------------------- | -------------------------------------- | -------------------------------------- | -------------------------------------- | -------------------------------------- | -------------------------------------- | -------------------------------------- | -------------------------------------- | -------------------------------------- | -------------------------------------- |
| Nummer                                 | 29                                     | 13                                     | 2                                      | 1                                      | 1                                      | 1                                      | 1                                      | 3                                      | 7                                      | 13                                     | 31                                     | uit                                    |

### Nationale Hitparade
| Hitnotering: 13-02-1982 t/m 15-05-1982 | Hitnotering: 13-02-1982 t/m 15-05-1982 | Hitnotering: 13-02-1982 t/m 15-05-1982 | Hitnotering: 13-02-1982 t/m 15-05-1982 | Hitnotering: 13-02-1982 t/m 15-05-1982 | Hitnotering: 13-02-1982 t/m 15-05-1982 | Hitnotering: 13-02-1982 t/m 15-05-1982 | Hitnotering: 13-02-1982 t/m 15-05-1982 | Hitnotering: 13-02-1982 t/m 15-05-1982 | Hitnotering: 13-02-1982 t/m 15-05-1982 | Hitnotering: 13-02-1982 t/m 15-05-1982 | Hitnotering: 13-02-1982 t/m 15-05-1982 | Hitnotering: 13-02-1982 t/m 15-05-1982 | Hitnotering: 13-02-1982 t/m 15-05-1982 | Hitnotering: 13-02-1982 t/m 15-05-1982 | Hitnotering: 13-02-1982 t/m 15-05-1982 |
| Week                                   | 1                                      | 2                                      | 3                                      | 4                                      | 5                                      | 6                                      | 7                                      | 8                                      | 9                                      | 10                                     | 11                                     | 12                                     | 13                                     | 14                                     |                                        |
| -------------------------------------- | -------------------------------------- | -------------------------------------- | -------------------------------------- | -------------------------------------- | -------------------------------------- | -------------------------------------- | -------------------------------------- | -------------------------------------- | -------------------------------------- | -------------------------------------- | -------------------------------------- | -------------------------------------- | -------------------------------------- | -------------------------------------- | -------------------------------------- |
| Nummer                                 | 40                                     | 33                                     | 13                                     | 1                                      | 1                                      | 1                                      | 1                                      | 1                                      | 3                                      | 4                                      | 6                                      | 13                                     | 27                                     | 40                                     | uit                                    |

### NPO Radio 2 Top 2000
| Nummer met noteringen in de NPO Radio 2 Top 2000 | '99 | '00 | '01 | '02 | '03 | '04 | '05 | '06 | '07 | '08 | '09 | '10 | '11 | '12 | '13 | '14 | '15 | '16 | '17 | '18 | '19 | '20 | '21 | '22 | '23 | '24 |
| ------------------------------------------------ | --- | --- | --- | --- | --- | --- | --- | --- | --- | --- | --- | --- | --- | --- | --- | --- | --- | --- | --- | --- | --- | --- | --- | --- | --- | --- |
| Maid of Orleans                                  | 184 | 165 | 243 | 245 | 348 | 451 | 428 | 487 | 704 | 453 | 405 | 573 | 551 | 481 | 432 | 384 | 405 | 460 | 488 | 582 | 558 | 538 | 516 | 525 | 514 | 562 |

1. ↑  Een vetgedrukt getal geeft de hoogste notering aan.

### Evergreen Top 1000
| Evergreen Top 1000 "Maid Of Orleans - Orchestral Manoeuvres In The Dark" | Evergreen Top 1000 "Maid Of Orleans - Orchestral Manoeuvres In The Dark" | Evergreen Top 1000 "Maid Of Orleans - Orchestral Manoeuvres In The Dark" | Evergreen Top 1000 "Maid Of Orleans - Orchestral Manoeuvres In The Dark" | Evergreen Top 1000 "Maid Of Orleans - Orchestral Manoeuvres In The Dark" | Evergreen Top 1000 "Maid Of Orleans - Orchestral Manoeuvres In The Dark" | Evergreen Top 1000 "Maid Of Orleans - Orchestral Manoeuvres In The Dark" | Evergreen Top 1000 "Maid Of Orleans - Orchestral Manoeuvres In The Dark" | Evergreen Top 1000 "Maid Of Orleans - Orchestral Manoeuvres In The Dark" | Evergreen Top 1000 "Maid Of Orleans - Orchestral Manoeuvres In The Dark" | Evergreen Top 1000 "Maid Of Orleans - Orchestral Manoeuvres In The Dark" | Evergreen Top 1000 "Maid Of Orleans - Orchestral Manoeuvres In The Dark" | Evergreen Top 1000 "Maid Of Orleans - Orchestral Manoeuvres In The Dark" | Evergreen Top 1000 "Maid Of Orleans - Orchestral Manoeuvres In The Dark" | Evergreen Top 1000 "Maid Of Orleans - Orchestral Manoeuvres In The Dark" | Evergreen Top 1000 "Maid Of Orleans - Orchestral Manoeuvres In The Dark" | Evergreen Top 1000 "Maid Of Orleans - Orchestral Manoeuvres In The Dark" |
| Jaar                                                                     | 2008                                                                     | 2009                                                                     | 2010                                                                     | 2011                                                                     | 2012                                                                     | 2013                                                                     | 2014                                                                     | 2015                                                                     | 2016                                                                     | 2017                                                                     | 2018                                                                     | 2019                                                                     | 2020                                                                     | 2021                                                                     | 2022                                                                     | 2023                                                                     |
| ------------------------------------------------------------------------ | ------------------------------------------------------------------------ | ------------------------------------------------------------------------ | ------------------------------------------------------------------------ | ------------------------------------------------------------------------ | ------------------------------------------------------------------------ | ------------------------------------------------------------------------ | ------------------------------------------------------------------------ | ------------------------------------------------------------------------ | ------------------------------------------------------------------------ | ------------------------------------------------------------------------ | ------------------------------------------------------------------------ | ------------------------------------------------------------------------ | ------------------------------------------------------------------------ | ------------------------------------------------------------------------ | ------------------------------------------------------------------------ | ------------------------------------------------------------------------ |
| Positie                                                                  | -                                                                        | -                                                                        | -                                                                        | -                                                                        | -                                                                        | -                                                                        | -                                                                        | -                                                                        | -                                                                        | 526                                                                      | 519                                                                      | 440                                                                      | 505                                                                      | 256                                                                      | 400                                                                      | 342                                                                      |